# MétéoMédia
MétéoMédia est une chaîne de télévision québécoise spécialisée consacrée à la météorologie. MétéoMédia fournit en ondes 24 heures sur 24 les prévisions météorologiques ainsi que des informations connexes comme l'exposition aux pollens et aux ultraviolets. Elle est une propriété de la firme canadienne Pelmorex Media Inc. Au Canada anglais, sa station sœur est connue sous le nom de The Weather Network (originellement WeatherNow). Le siège social est celui de Pelmorex à Oakville près de Toronto, en Ontario.

## Histoire

Logo original utilisé jusqu'en 2011

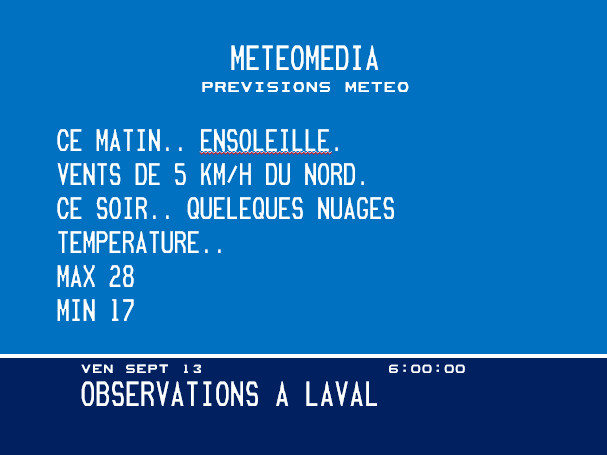
Une récréation des prévisions locales MétéoMédia en 1988, en utilisant le système WeatherStar

En 1987, une tornade d'intensité F4 frappa Edmonton, Alberta (tornade d'Edmonton). Bien que le centre de prévision local du Service météorologique du Canada (SMC) ait envoyé des alertes météorologiques aux populations à temps, un manque de coordination dans les médias a retardé leur diffusion. Une commission d'enquête fut créée pour étudier ce cas et recommanda, entre autres, la mise sur pied d'un réseau consacré à l'information météorologique. Des pressions du secteur privé de télédiffusion ont empêché que le réseau déjà existant du SMC, Radiométéo Canada, soit celui choisi pour cette expansion. C'est ainsi que MétéoMédia et WeatherNow entrent en ondes le 1er septembre 1988.
Ce nouveau réseau de présentation météorologique est la propriété de SNC-Lavalin avec une participation mineure du Weather Channel américain. Le centre du réseau est établi à Montréal (Québec) et recrute un personnel de présentateurs qui seront en onde et de météorologistes en support. MétéoMédia importe la technologie de diffusion WeatherStar du Weather Channel qui permet d'aiguiller la prévision locale pour chaque ville individuellement. Il la modifie pour diffuser dans les deux langues simultanément, ainsi que pour ajouter d'autres fonctionnalités. Ainsi pendant que l'animateur donne le topo météo pour tout le pays dans une langue, chaque ville de l'autre langue reçoit sa prévision locale. L'alternance se fait à chaque 5 minutes. La prévision mise en onde est d'abord celle du SMC. Par la suite, MétéoMédia se met à importer une prévision provenant d'une source inconnue qu'il adapta localement. Cependant, MétéoMédia utilise les données radars et de surface du SMC pour ses présentations.  Il serait remplacé par le système propriétaire de PMX à partir de 1996.
Le 1er mai 1989, la partie anglophone change de nom et devient The Weather Network. Le réseau est acheté en 1993 par la compagnie Pelmorex, elle-même associée à The Weather Channel. Le siège social de Pelmorex étant en Ontario, en 1997, The Weather Network est déménagé à Toronto alors que MétéoMédia demeure à Montréal. La première entité dessert tout le Canada anglophone avec quelques mentions sur le temps au Québec alors que la seconde dessert le Québec et le Nouveau-Brunswick francophone. Les deux émettent individuellement à partir de ce moment. 
The Weather Network a été lancé en haute définition le 30 mai 2011. La version haute définition de MétéoMédia est distribuée depuis le début septembre 2014 aux clients de Bell Fibe TV, et a été officiellement lancée le 1er octobre 2014 avec l'ajout aux clients de Vidéotron.
En septembre 2015, Pelmorex a annoncé qu'une vingtaine de postes à temps plein seraient abolis en janvier 2016, sur une centaine d’employés au Québec. Des postes qui ont échappé aux coupes, 15 seraient relocalisés en Ontario à The Weather Network où 10 postes furent également retranchés. La compagnie a précisé que toute la production télévision serait désormais assurée à partir du centre de contrôle d’Oakville (Ontario) même si quelques animateurs francophones resteraient basés à Montréal pour la programmation du matin et du soir, ou en cas d’alertes météo. 
Le président du conseil d'administration de Pelmorex a justifié ces changements par la migration de l’auditoire de la télévision et des revenus publicitaires vers les plateformes numériques (tablettes tactiles, téléphones intelligents, etc.) qui ne demandent pas de personnels à l'écran. Il a affirmé qu'il n'était cependant pas question d'abandonner le service télé au Canada et a précisé que l’entreprise était présente aux États-Unis, en Espagne, en Allemagne et en Angleterre.
Le 12 septembre 2023, Pelmorex annoncé que MétéoMédia/The Weather Network a été touché par une cyberattaque qui a causé une panne sur certains de ses systèmes de données et les sites n'affichait pas les prévisions correctement mais le service de diffusion des alertes météorologiques n'était pas touché. Selon Météo-Média, ils ont été la victime d'un groupe de rançongiciels russes mais les sites étaient revenus à la normale le 3 octobre, sans paiement, grâce au travail de leurs informaticiens. Cependant, certaines informations n'étaient pas de retour. Ainsi, à la suite de changements technologiques annoncés en 2022, et accéléré par cet incident, les services en définition standard ont été remplacés par la même programmation que celle en haute définition qui est moins personnalisée à chaque communauté.

## Programmation
Les grilles horaires de MétéoMédia et de The Weather Network sont distinctes mais ont en commun d'avoir des présentations sur la situation météorologique, dont certains aspects particuliers, interrompues à chaque 10 minutes par des images satellites et radar ainsi que la prévision locale pour chaque région desservie. La programmation varie selon la saison et le moment de la journée pour inclure des segments plus pertinents comme la concentration de pollen en été et les conditions routières en hiver. La grille horaire estivale débute habituellement le premier lundi d'avril, tandis que la grille horaire hivernale commence habituellement le premier lundi de décembre.

### Segments réguliers

#### Prévisions locales
Une caractéristique particulière de MétéoMédia est sa prévision locale. Sur un signal satellite, c'est tout simplement un bulletin de deux minutes qui présente les prévisions locales de quelques grands centres au Québec et au Nouveau-Brunswick. Ce bulletin offre aux téléspectateurs la température actuelle, la vitesse des vents et les conditions météo, ainsi que l'information météo pour le reste de la journée et les deux jours suivants. Ceux qui reçoivent MétéoMédia par câble ont un rapport complet de la météo à la station la plus proche, incluant les conditions actuelles jusqu'aux prévisions pour les deux prochaines semaines. Les prévisions locales sont présentées toutes les dix minutes.

#### Météo active et prévisions
Une analyse détaillée des conditions actuelles à travers le Québec ainsi que les prévisions pour les cinq prochains jours.

#### Nouvelles MétéoMédia
Diffusées à la 12e et 42e minute de chaque heure. Le segment offre un bref sommaire des nouvelles météorologiques et environnementales. Le bulletin est aussi diffusé en ligne.

#### Prévisions internationales
Diffusées les après-midis, nuits et les fins de semaines, les prévisions internationales offrent les prévisions pour les grandes villes à travers le monde dans un court bulletin d'une minute trente secondes.

### Anciens segments

#### Prévisions écoliers
Diffusées les matins de la semaine, elles offrent rapidement les conditions actuelles et les prévisions pour la journée.

#### Escales
Une analyse des conditions actuelles à travers l'Amérique du Nord ainsi que les prévisions pour la journée dans les grands centres du Canada, des États-Unis et de l’Europe. On offre aussi les prévisions pour les destinations vacances dans les Antilles et au Mexique.

### Segments saisonniers
Printemps / Été
- Prévisions pollen
- Prévisions jardinage
- Prévisions UV
- Route Verte
- Secret du jardinier

Automne / Hiver
- Conditions routières
- Conditions de ski
- Indice d'activité grippal
- Ski faut savoir

### Segments spéciaux diffusés à l'année longue
- Météo 101
- Grands Enjeux
- Sous le temps
- Loin d'être bête
- Vert l'avenir
- Les manchettes
- Nature en action
- Météo active

## Autres activités
MétéoMédia/The Weather Network opère un site web où l'on peut obtenir les prévisions de base gratuitement, mais également des produits personnalisés payants. Le réseau vend également des images et prévisions à plusieurs journaux à travers le Canada. Il fut un temps dans la présentation à certains postes radiophoniques, mais s'en est retiré depuis.

## Commercialisation
MétéoMédia/The Weather Network est une compagnie à but lucratif. Sa programmation est donc entrecoupée de pauses publicitaires, de logotypes sur leurs images, de commandites des différentes sections de la programmation. De plus, le Conseil de la radiodiffusion et des télécommunications canadiennes (CRTC) qui régit la loi sur la télédiffusion canadienne a pris la décision de mettre ce réseau obligatoire pour tous les abonnés du câble et donc un revenu sûr lui parvient des cablo-distributeurs.

## Pratiques anti-syndicales
Les employés de MétéoMédia à Montréal ont essayé de former un syndicat à partir de 2001 et les démarches ont donné lieu à d'interminables bagarres entre la direction et ses employés. Lorsque le Conseil canadien des relations industrielles (CCRI) a finalement accordé l'accréditation en décembre 2001, l'employeur a demandé une révision de la décision. Il alléguait que sept des membres du syndicat occupaient des fonctions de gestion et devaient être dans une unité de négociation distincte, le tout visant à diviser le syndicat,. Les négociations entre l'employeur et le syndicat n'ont repris qu'en juillet 2003 après une décision favorable aux employés par le CCRI,. Il a fallu une quarantaine de rencontres de négociation et de conciliation pour en arriver à la ratification d'une première convention collective en septembre 2005.
Selon le quotidien Le Soleil de Québec, Pelmorex Communications, propriétaire de MétéoMédia, aurait fait épier ses employés et fait subir un régime d'intimidation, durant et après la négociation, semblable aux tactiques anti-syndicales de Wal-Mart. L'employeur a d'ailleurs utilisé des excuses économiques pour congédier une dizaine d'employés, juste deux mois après la signature du contrat. Fait troublant figuraient parmi ceux-ci le président du syndicat, Louis de Belleval, son vice-président et le chef de la mobilisation. Tout comme au Wal-Mart de Jonquière, MétéoMédia aurait engagé des agents d'une firme privée pour espionner les employés à l'origine de la syndicalisation et auraient aussi dissimulé des caméras dans l'entreprise pour épier les manœuvres syndicales, une méthode illégale.
Dans une lettre ouverte envoyée au Journal de Montréal, 40 ex-employés de MétéoMédia ont dénoncé en mars 2006 le « climat malsain d'intimidation et de harcèlement » qui régnait toujours à ce moment et qui leur a coûté leur emploi. En tout, selon le syndicat des travailleurs affilié à la CSN, 105 employés ont quitté la station depuis le début du mouvement de syndicalisation, sur un personnel d'environ 85, un taux très anormalement élevé pour une entreprise de télécommunication. Avec tous ces départs, le syndicat n'avait plus aucun représentant à l'intérieur de l'entreprise.
À l'automne 2006, les employés de MétéoMédia ont déposé une motion pour retirer l’accréditation syndicale de la CSN chez MétéoMédia. Ainsi, le 30 octobre 2006, les employés de MétéoMédia ont voté à 79 % en faveur de la désaccréditation du syndicat. Avant de passer à l'étape de la désaccréditation, pensant que cela allait être un long processus, les employés de MétéoMédia ont tenté à tout prix de briser le lien avec la CSN en cherchant à créer un syndicat indépendant.[réf. nécessaire]